# Myrioblephara confusa
Myrioblephara confusa là một loài bướm đêm trong họ Geometridae.